# Deutsche Fußball-Amateurmeisterschaft 1969
Deutscher Fußball-Amateurmeister 1969 wurde erstmals der SC Jülich 1910. Diesen Titel konnte der Verein in den beiden folgenden Jahren verteidigen. Im Finale im Krefelder Grotenburg-Stadion siegten die Jülicher am 12. Juli 1969 mit 2:1 gegen SpVgg Erkenschwick.

## Modus
Die qualifizierten Mannschaften der 16 Landesverbände spielten im K.-o.-System mit Hin- und Rückspiel den 20. Deutschen Amateurmeister aus. Ein Finale entschied über die Meisterschaft.

## Teilnehmende Mannschaften
Für die 16 Landesverbände des DFB nahmen am Wettbewerb teil:
- BC Augsburg (Bayern)
- TuS Wannsee (Berlin)
- Bremerhaven 93 (Amateure) (Bremen)
- VfL Pinneberg (Hamburg)
- FSV Frankfurt (Hessen)
- SC Jülich 1910 (Mittelrhein)
- Bayer 05 Uerdingen (Niederrhein)
- Arminia Hannover (Amateure) (Niedersachsen)
- 1. FC Pforzheim (Nordbaden)
- SV Göppingen (Nordwürttemberg)
- SV Niederlahnstein (Rheinland)
- SV St. Ingbert (Saarland)
- VfL Oldesloe (Schleswig-Holstein)
- FC Emmendingen (Südbaden)
- Phönix Bellheim (Südwest)
- SpVgg Erkenschwick (Westfalen)

## Achtelfinale (1. Juni / 8. Juni)
|                      | Gesamt    |                    | Hinspiel | Rückspiel |
| -------------------- | --------- | ------------------ | -------- | --------- |
| FC Emmendingen       | 8:4       | SV Niederlahnstein | 5:1      | 3:3       |
| SpVgg Erkenschwick   | 11:20     | SV St. Ingbert     | 7:1      | 4:1       |
| 1. FC Pforzheim      | 04:10     | SC Jülich 1910     | 2:3      | 2:7       |
| Arminia Hannover Am. | 5:2       | VfL Pinneberg      | 2:0      | 3:2       |
| Phönix Bellheim      | (L)1:1(L) | VfL Oldesloe       | 1:1      | 0:0 n. V. |
| TuS Wannsee          | 03:10     | SV Göppingen       | 1:7      | 2:3       |
| BC Augsburg          | 8:9       | Bremerhaven 93 Am. | 6:4      | 2:5       |
| FSV Frankfurt        | 2:4       | Bayer 05 Uerdingen | 2:2      | 0:2       |

## Viertelfinale (15. Juni / 22. Juni)
|                    | Gesamt |                      | Hinspiel | Rückspiel |
| ------------------ | ------ | -------------------- | -------- | --------- |
| Bremerhaven 93 Am. | 2:8    | SC Jülich 1910       | 1:3      | 1:5       |
| Bayer 05 Uerdingen | 03:10  | SpVgg Erkenschwick   | 2:6      | 1:4       |
| SV Göppingen       | 7:5    | Arminia Hannover Am. | 7:0      | 0:5       |
| Phönix Bellheim    | 2:7    | FC Emmendingen       | 2:5      | 0:2       |

## Halbfinale (29. Juni / 6. Juli)
|                    | Gesamt |                | Hinspiel | Rückspiel |
| ------------------ | ------ | -------------- | -------- | --------- |
| SpVgg Erkenschwick | 10:30  | FC Emmendingen | 6:1      | 4:2       |
| SC Jülich 1910     | 3:1    | SV Göppingen   | 1:0      | 2:1       |

## Finale
| SC Jülich                                              | SC Jülich | SpVgg Erkenschwick | SpVgg Erkenschwick |
| ------------------------------------------------------ | --- | --- | ------------------ |
| SC Jülich                                              | \| Samstag, 12. Juli 1969 in Krefeld (Grotenburg-Stadion) \| \| Ergebnis: 2:1 (2:0) \| \| Zuschauer: 12.000 \| \| Schiedsrichter: Kurt Handwerker (Ketsch) \|                                                                   | \| Samstag, 12. Juli 1969 in Krefeld (Grotenburg-Stadion) \| \| Ergebnis: 2:1 (2:0) \| \| Zuschauer: 12.000 \| \| Schiedsrichter: Kurt Handwerker (Ketsch) \|                                                  | SpVgg Erkenschwick |
| SC Jülich                                              | Werner Kamper; Peter Kosprd, Heinz Osenberg, Franz Barthels, Dieter Kettenhofen, Josef Görgens, Werner Marx, Heinz Hoss (66. Vogts), Rainer Henseler (72. Herbert Mühlenberg), Willi Zander, Stendel Cheftrainer: Martin Luppen | Jürgen Oertel; Gerd Ortmann, Werner Behler, Hugo Lütkebohmert, Norbert Hutmacher, Werner Schwamberger, Dieter Walter, Günter Simon, Karl-Heinz Seidenkranz, Werner Beer, Peter Anders Cheftrainer: Rudi Schulz | SpVgg Erkenschwick |
| SC Jülich                                              | 1:0 Werner Marx (16.) 2:0 Willi Zander (27.) | 2:1 Karl-Heinz Seidenkranz (54.) | SpVgg Erkenschwick |
| Samstag, 12. Juli 1969 in Krefeld (Grotenburg-Stadion) | | |                    |
| Ergebnis: 2:1 (2:0)                                    | | |                    |
| Zuschauer: 12.000                                      | | |                    |
| Schiedsrichter: Kurt Handwerker (Ketsch)               | | |                    |

## Quelle
- Karl-Heinz Heimann: kicker Almanach 1970, Copress-Verlag, München 1969